# Ryszard Okniński

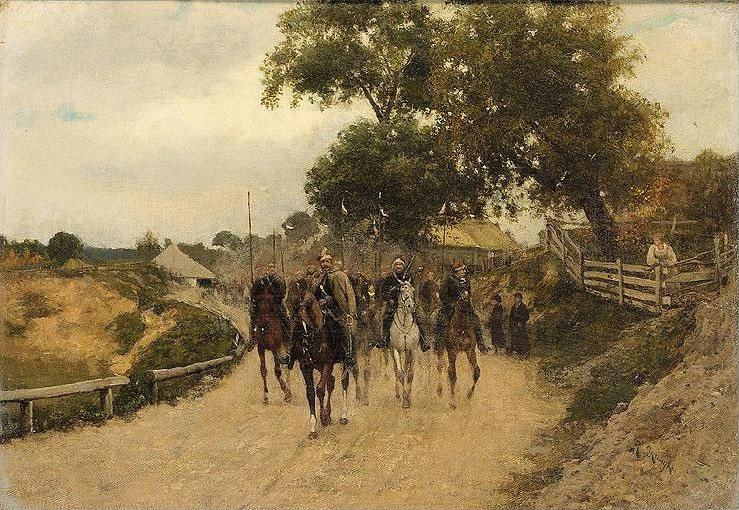
Ryszard Okniński, Kawaleria powstańcza 1863 roku

Ryszard Jan Okniński (ur. 1848 w Śniadowie, zm. 6 października 1925 w Kolczynie) – polski malarz i fotograf.

## Życiorys
Uczęszczał do prowadzonej przez Wojciecha Gersona Warszawskiej Klasy Rysunkowej, którą ukończył w 1878 i wyjechał do Monachium, gdzie przez dwa lata studiował w Akademii Sztuk Pięknych pod kierunkiem Ottona Seitza i Alexandra von Wagnera. Od 1881 mieszkał w Lublinie, a od 1886 w Warszawie. Zmarł w 1925 i spoczywa na cmentarzu parafialnym w Gozdowie. Rok po śmierci artysty w Zachęcie miała miejsce indywidualna wystawa pośmiertna. Duża część twórczości będąca w posiadaniu córki artysty uległa zniszczeniu podczas powstania warszawskiego.

## Twórczość
Ryszard Okniński był malarzem realistą tworzącym obrazy o tematyce historyczno-batalistycznej, wiele z nich poświęcił scenom z powstania styczniowego. Malował również portrety i sceny myśliwskie, a także sceny rodzajowe z życia wsi. Wiele prac artysty było reprodukowanych w wydawanych w Warszawie czasopismach (między innymi Kłosy, Tygodnik Illustrowany i Świat). Wielokrotnie wystawiał swoje prace w Zachęcie oraz w Wilnie i Kijowie. Ponadto Ryszard Okniński zajmował się fotografią, jest uznawany za jednego z pionierów fotografii prasowej w Polsce.